# طيران العمليات الخاصة 160 (المحمولة جوا)
فوج طيران العمليات الخاصة (160) المحمولة جوا (بالإنجليزية: 160th Special Operations Aviation Regiment Airborne)‏ او ملاحقون الليل يعد فوج طيران العمليات الخاصة رقم 160 (المحمول جواً)، والمختصر بـ 160 SOAR (A)، قوة عمليات خاصة تابعة لجيش الولايات المتحدة توفر الدعم الجوي بالمروحيات لمهام العمليات الخاصة. تشمل اختصاصاتها الهجوم والاستطلاع، وتُنفذ هذه العمليات في الليل، بسرعات عالية، على ارتفاعات منخفضة، وفي غضون مهلة قصيرة.

## التدريب
تتكون فرقة SOAR (A) رقم 160 من بعض أفضل الطيارين المؤهلين في الجيش ورؤساء الطاقم وجنود الدعم. الضباط جميعهم متطوعون. يتطوع الجنود المجندون أو يتم تعيينهم من قبل قيادة الموارد البشرية بالجيش الأمريكي. حتى عام 2013، سمح للرجال فقط بأن يكونوا طيارين في الـ160.